# Jokilahdensaari (ö i Norra Karelen)
Jokilahdensaari är en ö i Finland. Den ligger i sjön Jero och i kommunen Lieksa i den ekonomiska regionen  Pielinen-Karelen  och landskapet Norra Karelen, i den sydöstra delen av landet, 400 km nordost om huvudstaden Helsingfors. Öns area är 0,1 hektar och dess största längd är 90 meter i nord-sydlig riktning.